# Volkswagen Student
Volkswagen Student är en experimentbil från år 1982. Bilen var en liten bil i kompaktklassen, med en 4-cylindrig luftkyld motor på 1093 cm³, 37 kW (50 hk), vid 2800 varv/min. Det fanns även starkare variant av motor med 54 kW (73 hk).
Bilen var byggd av många komponenter från serieprodukter. Den tillverkades i ett kompakt byggsätt, för att erhålla optimala förbrukningsvärden. Det uppnåddes en betydlig kostnadsoptimering, samt att ett nytt råkarosskoncept realiserades.
Storleken var betydligt mindre än dagens Polo.